# Дивина
Дивина́ (Verbascum) — рід квіткових рослин родини ранникові (Scrophulariaceae).

## Опис
Здебільшого, повстисто запушені рослини, з черговими або зібраними прикореневою розеткою листками. Квітки у довгих, простих або розгалужених верхівкових суцвіттях. Чашечка п'ятилопатева або п'ятироздільна. Тичинок п'ять, їхні нитки волохаті; пиляки ниркоподібні. Коробочка розкривається двома стулками.
Вони — дворічні або багаторічні рослини, рідше однорічні, ростуть від 0,5 до 3 метрів (від 1,6 до 9,8 футів) заввишки. Рослини спочатку утворюють щільну розетку листя на рівні землі, а згодом відправляють високе квітуче стебло. Дворічні рослини утворюють розетку першого року, а стебла наступного сезону (на піщаній землі, просто з доброго дива, за декілька днів може вимахати рослина вище людського зросту — звідси, мабуть, і назва дивина). Пелюсткові кольори різних видів містять: жовтий (найпоширеніший), помаранчевий, червоно-коричневий, фіолетовий, синій або білий. Плоди це коробочка, що зберігає багато дрібних насінинок.

## Вирощування
У садівництві та ландшафтному будівництві, рослини цінуються за високий вузький вигляд і цвітіння протягом тривалого часу, навіть на сухих ґрунтах. Доступно безліч сортів, з яких «Gainsborough», «Letitia» і «Pink Domino», отримали нагороду Королівського садівничого товариства «За садові заслуги».
З 2000 року з'явилася низка нових гібридних видів, які мають збільшений розмір квітів, коротші висоти та здатність бути більш довговічними рослинами. Декілька сортів мають нові кольори для цього роду. Багато сортів дивини вирощують з насіння, у тому числі нетривалих багаторічних і дворічних видів.

## Інші способи використання
Дивина має давню історію використання як трав'яного засобу. Попри те, що ця рослина нещодавно прибула до Північної Америки, корінні американці використовували насіння цієї рослини як паралітичну рибну отруту, через високий в них рівень ротонону. Квіти рослини використовувалися у народній австрійській медицині внутрішньо (як чай), або зовнішньо (як мазь, настій для ванни або компреси) для лікування порушень дихальних шляхів, шкіри, вен, шлунково-кишкового тракту та скелетно-м'язової системи.
Дерев'янистий стовбур рослини вважається першокласним свердлом для використання в ручному способі добування вогню тертям.

## Види
| - Verbascum acaule (Bory & Chaub.) Kuntze - Verbascum adeliae Heldr. - Verbascum adenanthum Bornm. - Verbascum adrianopolitanum Podp. - Verbascum anisophylum Murb. - Verbascum arcturus L. - Verbascum argenteum Ten. - Verbascum baldaccii Degen - Verbascum banaticum Schrad. - Verbascum barnadesii Vahl - Verbascum bithynicum Boiss. - Verbascum blattaria L. - Verbascum boerhavii L. - Verbascum boissieri (Heldr. & Sart.) Kuntze - Verbascum botuliforme Murb. - Verbascum bombyciferum Boiss. - Verbascum bugulifolium Lam. - Verbascum chaixii Vill. - Verbascum charidemii Murb. - Verbascum chinense (L.) Santapau - Verbascum chrysanthum Murb. - Verbascum creticum (L.) Cav. - Verbascum cylindrocarpum Griseb. - Verbascum cyleneum (Boiss. & Heldr.) Kuntze - Verbascum daenzeri (Fauché & Chaub.) Kuntze - Verbascum damascenum. - Verbascum davidoffii Murb. - Verbascum decorum Velen. - Verbascum delphicum Boiss. & Heldr. - Verbascum densiflorum Bertol. - Verbascum dentifolium Delile - Verbascum dieckianum Borbás & Degen - Verbascum dimoniei Velen. - Verbascum dingleri Mattf. & Stef. - Verbascum dumulosum P.H.Davis - Verbascum durmitoreum Rohlena - Verbascum epixanthinum Boiss. & Heldr. - Verbascum eriophorum Godr. - Verbascum euboicum Murb. & Rech.f. - Verbascum foetidum Boiss. & Heldr. - Verbascum formosum Fisch. ex Schrank - Verbascum friedrichsthalianum Kuntze - Verbascum georgicum Benth. - Verbascum glabratum Friv. - Verbascum glandulosum Delile - Verbascum gnaphalodes M.Bieb. - Verbascum graecum Heldr. & Sart. ex Boiss. - Verbascum guicciardii Heldr. ex Boiss. - Verbascum halacsyanum Sint. & Bornm. ex Halácsy - Verbascum haussknechtii Heldr. ex Hausskn. - Verbascum hervieri Degen - Verbascum herzogii Bornm. - Verbascum humile Janka - Verbascum hypoleucum Boiss. & Heldr. - Verbascum jankaeanum Pancic - Verbascum juruk Stef. - Verbascum laciniatum (Poir.) Kuntze - Verbascum lagurus Fisch. & C.A.Mey. | - Verbascum lanatum Schrad. - Verbascum lasianthum Boiss. ex Benth. - Verbascum leianthum Benth. - Verbascum leucophylum Griseb. - Verbascum levanticum I.K.Ferguson - Verbascum litigiosum Samp. - Verbascum longifolium Ten. - Verbascum longirostris (Murb.) Huber-Morath - Verbascum lychnitis L. - Verbascum macedonicum Kosanin & Murb. - Verbascum macrurum Ten. - Verbascum malophorum Boiss. & Heldr. - Verbascum mucronatum Lam. - Verbascum nevadense Boiss. - Verbascum nicolai Rohlena - Verbascum nigrum L. - Verbascum niveum Ten. - Verbascum nobile Velen. - Verbascum gypsicola Vural & Aydoğdu - Verbascum olympicum Boiss. - Verbascum orientale (L.) Al. - Verbascum orphanideum Murb. - Verbascum ovalifolium Donn ex Sims - Verbascum paniculatum Wulf. - Verbascum pelium Halácsy - Verbascum pentelicum Murb. - Verbascum pestalozzae Murb. - Verbascum phlomoides L. - Verbascum phoeniceum L. - Verbascum pinnatifidum Vahl - Verbascum pseudonobile Stoj. & Stef. - Verbascum pulverulentum Vill. - Verbascum purpureum (Janka) Hub.-Mor. - Verbascum pycnostachyum Boiss. & Heldr. - Verbascum pyramidatum M.Bieb. - Verbascum reiseri Halácsy - Verbascum roripifolium (Halácsy) I.K.Ferguson - Verbascum rotundifolium Ten. - Verbascum rupestre (Davidov) I.K.Ferguson - Verbascum samniticum Ten. - Verbascum scardicola Bornm. - Verbascum siculum Tod. ex Lojac. - Verbascum sinaiticum - Verbascum sinuatum L. - Verbascum songaricum Schrenk. - Verbascum spathulisepalum Greuter & Rech. f. - Verbascum speciosum Schrad. - Verbascum spectabile M.Bieb. - Verbascum spinosum L. - Verbascum syriacum. - Verbascum tzar-borisii (Davidov ex Stoj.) Stef.-Gat. - Verbascum thapsus L. - Verbascum undulatum Lam. - Verbascum vandasii (Rohlena) Rohlena - Verbascum virgatum Stokes - Verbascum viridissimum Stoj. & Stef. - Verbascum widemannianum Fisch. & Mey. - Verbascum xanthophoeniceum Griseb. - Verbascum zuccarinii (Boiss.) I.K.Ferguson |